# Nudozurdo
Nudozurdo es un grupo musical de Madrid, grupo revelación en los Premios de la Música Independiente UFI de 2009.

## Reseña biográfica
El grupo nace en 2001 con Leopoldo Mateos, Felipe Salazar y Daniel Asúa como integrantes. En el 2002 ganan el Concurso de Maquetas de Pozuelo cuyo premio es grabar un disco y su distribución. El disco, homónimo al grupo, “Nudozurdo” tiene gran aceptación, reforzado con conciertos por toda España.
En el 2005 inician la grabación de un nuevo disco, “Sintética”, pero al grupo le surgen complicaciones, a las que se les une el cierre de los estudios en los que estaban grabando. Salazar y Asúa abandonan el grupo y en el 2008 el disco ve al fin la luz, bajo el sello de Everlasting Records. El disco tiene gran acogida y los sitúa en el panorama estatal. A Leopoldo se le unen César de Mosteyrin, “Meta” y Jorge Fuertes.
En el 2009 resultan premiados como grupo revelación en los Premios UFI y Everlasting Records reedita su primer álbum.
“Tara motor hembra” es el siguiente disco que publican, en el 2011, en el que Fuertes es sustituido por Josechu Gómez. Mosteyrin deja posteriormente el grupo y se queda en un trío. 
Publican dos discos más, “Ultrapresión” en el 2012 y “Rojo es peligro” en el 2015 y “Voyeur amateur” en el 2017. En 2018 comunican mediante sus redes que el grupo se disuelve.

## Formación
El grupo está formado inicialmente por Leopoldo Mateos (letras, voz y guitarrista), Felipe Salazar (baterista) y Daniel Asúa (bajista). Estos dos últimos son sustituidos respectivamente por Jorge Fuertes y “Meta”, además de unirse también César de Mosteyrin (guitarrista).
Posteriormente Fuertes es sustituido por Josechu Gómez y Mosteyrin deja el grupo.

## Discografía
- Nudozurdo (álbum), 2002. Fue relanzado en 2010 con una nueva masterización.
- Sintética, 2008.
- Tara Motor Hembra, 2011.
- Ultrapresión (EP), 2012.
- Acústico (álbum de Nudozurdo), 2013.
- Rojo es peligro, 2015.
- Voyeur Amateur, 2017.
- Clarividencia, 2024.